# Pomnik Mikołaja Kopernika we Wrocławiu
Pomnik Mikołaja Kopernika we Wrocławiu – pomnik upamiętniający osobę Mikołaja Kopernika. Jego autorem był prof. Leon Podsiadły, a jego dzieło zaliczane jest do ważniejszych przykładów współczesnych rzeźb. Odsłonięty został w 1974 roku z okazji roku kopernikańskiego obchodzonego rok wcześniej (w 1973 roku) z okazji 500-lecia jego urodzin. Inicjatorami budowy pomnika było Towarzystwo Miłośników Wrocławia wspólnie z Towarzystwem Miłośników Astronomii. Posąg wykonany jest ze sztucznego kamienia. Ma postać korpusu, sylwetki, ze stylizowanym układem heliocentrycznym zwieńczonym popiersiem astronoma. W 1977 roku zamontowano tablicę z napisem: Wrocławianie Mikołajowi Kopernikowi 1473-1543.
Pomnik zlokalizowany jest na placu położonym pomiędzy:
- ulicą Piotra Skargi (od wschodu)
- Fosą Miejską (od południa)
- ulicą Wierzbową (od zachodu)
- ulicą Teatralną (od północy).

Za ulicą Piotra Skargi znajduje się Wzgórze Partyzantów, natomiast za ulicą Wierzbową budynek, niegdyś pałac Leipzigerów, za nim rozpościera się Park Mikołaja Kopernika. Tędy przebiega wzdłuż fosy Promenada Staromiejska.
W studium uwarunkowań i kierunków zagospodarowania przestrzennego dla miasta Wrocławia z 2018 r. pomnik ten został uznany za dobro kultury współczesnej.